# Армајоло (Сијена)
Армајоло је насеље у Италији у округу Сијена, региону Тоскана.
Према процени из 2011. у насељу је живело 79 становника. Насеље се налази на надморској висини од 264 м.